# Georg Steinhauser
Georg Steinhauser (Lindenberg im Allgäu, 21 oktober 2001) is een Duits wielrenner die anno 2022 rijdt voor EF Education-EasyPost. Hij is de zoon van voormalig wielrenner Tobias Steinhauser.

## Carrière
Als junior won Steinhauser etappes in de Ain Bugey Valromey Tour en de Ronde van Opper-Oostenrijk voor junioren. Daarnaast maakte hij deel uit van de ploeg die de ploegentijdrit tijdens de Saarland Trofeo won. In de Saarland Trofeo eindigde hij ook bovenaan het bergklassement; in de Ain Bugey Valromey Tour werd hij, met een voorsprong van meer dan een minuut op Jago Willems, eindwinnaar. Op het wereldkampioenschap van 2019 werd hij achttiende in de door Quinn Simmons gewonnen wegwedstrijd.
In 2019 werd Steinhauser, achter Immanuel Stark, tweede in het eindklassement van de Ronde van Bulgarije. Wel schreef hij het jongerenklassement op zijn naam. Twee weken later won hij de laatste etappe van de Ronde van de Aostavallei door solo aan te komen in Valnontey. In de Ronde van de Toekomst van dat jaar eindigde hij op de zestiende plaats, op bijna 26 minuten van winnaar Tobias Halland Johannessen. In de laatste etappe maakte Steinhauser nog vijftien plekken goed in het klassement, door als tweede aan te komen op de Col du Petit-Saint Bernard. In oktober 2019, een week na zijn derde plek in de door Paul Lapeira gewonnen Ronde van Lombardije voor beloften, werd bekend dat Steinhauser de overstap zou maken naar EF Education-Nippo.
Zijn debuut voor zijn nieuwe ploeg maakte Steinhauser in februari 2022 in de Ronde van Murcia, die hij afsloot met een veertiende plek. In de Ronde van Romandië werd hij achtste in de door Ethan Hayter gewonnen proloog. Tijdens de nationale kampioenschappen eindigde hij als vijfde in de tijdrit, vijftig seconden langzamer dan winnaar Lennard Kämna. Met een Duitse nationale selectie nam Steinhauser in augustus deel aan de Ronde van de Toekomst, waar hij samen met zijn ploeggenoten de vijfde etappe (een ploegentijdrit) won.
In 2024 maakte Steinhauser zijn debuut in een grote ronde en won hij de 17e etappe in de Ronde van Italië. Hij zat al vooraan tijdens de eerste beklimming van de dag, de Sellapas, en sloot aan bij de vroege kopgroep. Nadat het peloton de groep weer had opgeslokt sprong hij mee met Amanuel Gebreigzabhier en wist de rit na een solo van meer dan dertig kilometer en twee beklimmingen van de Broconpas te winnen. Tadej Pogačar kwam op zo'n anderhalve minuut als tweede binnen. Op de zondag ervoor was Steinhauser al eens derde geworden in de 15e etappe.

## Overwinningen
2019
3e etappe deel B Saarland Trofeo (TTT)
Bergklassement Saarland Trofeo
4e etappe Ain Bugey Valromey Tour
Eindklassement Ain Bugey Valromey Tour
2e etappe Ronde van Opper-Oostenrijk, Junioren
2021
Jongerenklassement Ronde van Bulgarije
3e etappe Ronde van de Aostavallei
2022
5e etappe Ronde van de Toekomst (ploegentijdrit)
2023
Jongerenklassement Route d'Occitanie
2024
17e etappe Ronde van Italië

### Resultaten in voornaamste wedstrijden
| Jaar | Ronde van Italië | Ronde van Frankrijk | Ronde van Spanje |
| ---- | ---------------- | ------------------- | ---------------- |
| 2024 | 33e (1)          |                     |                  |
| 2025 | 74e              |                     |                  |

| Jaar | Ronde van Lombardije |  | WK op de weg |
| ---- | -------------------- |  | ------------ |
| 2024 | opgave               |  | 50e          |
| 2025 |                      |  |              |

### Resultaten in kleinere rondes
| Jaar | UAE Tour | Ronde van Zwitserland | Parijs-Nice |
| ---- | -------- | --------------------- | ----------- |
| 2024 | opgave   | opgave                |             |
| 2025 | 12       |                       | 38          |

## Ploegen
- 2020 –  Tirol KTM Cycling Team
- 2021 –  Tirol KTM Cycling Team
- 2022 –  EF Education-EasyPost
- 2023 –  EF Education-EasyPost
- 2024 –  EF Education-EasyPost
- 2025 –  EF Education-EasyPost

Arroyave Cañas · Bettiol · Bissegger   · Caicedo · Camargo · Carr · Carthy · Cepeda (vanaf 1/8) · Chaves · Cort · Doull · Eiking · Guerreiro · Healy · Howes (tot 31/7) · Keukeleire · Kudus · Langeveld · Morton (tot 31/7) · Nakane · Padun · Piccolo (vanaf 1/8) · Powless · Quinn · Rutsch · Scully · Shaw · Steinhauser · Urán · Valgren · J. van den Berg · M. van den Berg · Wiśniowski
Amador · Bettiol · Bissegger   · Caicedo · Camargo · Carapaz · Carr · Carthy · Cepeda · Chaves · Cort · de Bod · Doull · Eiking · Healy · Honoré · Keukeleire · Kudus · Padun · Piccolo · Powless · Quinn · Rutsch · Scully · Shaw · Steinhauser · Urán · J. van den Berg · M. van den Berg · Wiśniowski · van der Lee (stagiair)
Amador · Beloki · Bettiol(tot 14/8) · Bissegger · Carapaz · Carr · Carthy · Cepeda · Chaves · Costa · de Bod · Doull · Healy · Honoré · Nerurkar · Piccolo(tot 21/6) · Powless · Quinn · Rafferty · Rootkin-Gray · Rutsch · Ryan · Shaw · Steinhauser · Sweeny · Todome · Urán · Valgren · van den Berg · van der Lee · Hlady(stagiair) · Lovidius(stagiair)